# George Downing

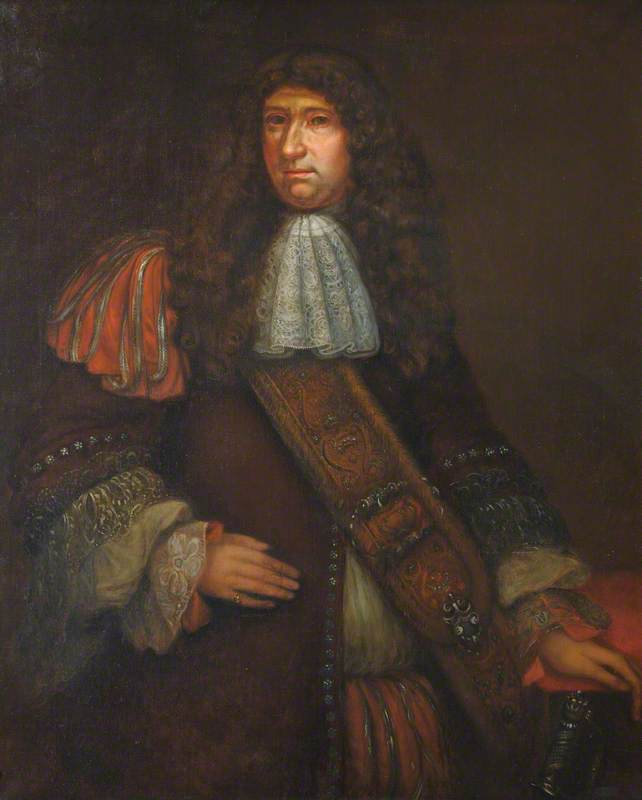
George Downing

George Downing (1623-1684) was de Engelse gezant in de Republiek der Verenigde Nederlanden tussen 1657 en 1672 in een periode van grote spanningen tussen beide landen.

## Levensloop
Hij was zoon van Emmanuel Downing en Lucy Winthrop. Zijn familie en hij staken in 1638 vanuit Londen over naar de Amerikaanse Massachusetts Bay Colony,omdat de puriteinen vervolgd werden. Zijn grootvader John Winthrop was twaalf jaar gouverneur van Massachusetts.
George was de tweede student die afstudeerde van de Harvard-universiteit, toen een puriteinse predikantenopleiding. Tijdens de Engelse Burgeroorlog kwam hij terug als "chaplain" van het regiment van een Colonel Okey.
In 1657 werd hij door Olivier Cromwell als ambassadeur naar Nederland gestuurd. Tijdens de Restauratie van Karel II wist hij naadloos over te schakelen naar de royalistische zijde. Hij werd geadeld en in 1663 opnieuw als ambassadeur naar Den Haag gestuurd.
Zijn fanatisme - nu voor de andere zijde - ging zo ver dat hij vier vroegere parlementsleden die gestemd hadden voor de executie van Karel I in Delft liet ontvoeren zodat ze in Londen berecht konden worden. Een van de vier was zijn oude bevelhebber, Colonel Okey. Allen werden gevierendeeld na op gruwelijke wijze te zijn geëxecuteerd.
Downing Street is naar hem genoemd: hij bezat ooit de grond waarop de straat ligt.
Zijn intriges hadden veel te maken met het uitbreken van de Tweede Engels-Nederlandse Oorlog. Downing had een enorme hekel aan de Nederlanders. Hij zette een spionagenetwerk op ter wille van de Engelse marine en kocht zo veel mogelijk regenten om teneinde de Britse belangen te dienen. In de meeste orangistische complotten van die tijd gericht tegen het bewind van Johan de Witt had hij de hand. Zijn rapporten over de politieke verdeeldheid in de Nederlanden hadden een grote invloed op Karel II van Engeland bij diens besluit toe te geven aan de plannen in 1664 van zijn broer, de latere Jacobus II van Engeland, en Lord Arlington om de Republiek aan te vallen. Eind 1665 werd Downing uit Nederland verwijderd door de autoriteiten.
Hierna werd Downing schatkistbewaarder gemaakt; eind 1671 keerde hij nog even naar Nederland terug als gezant om bestraffing te eisen van Luitenant-Admiraal Willem Joseph van Ghent vanwege het vlagincident met de Merlin. Begin 1672 moest Downing Den Haag weer ontvluchten omdat hij bang was door de bevolking gelyncht te worden.

## Ommekeer
Het verhaal gaat dat Karel/Charles II, toen hij nog in ballingschap was, in het geheim naar Den Haag reisde om zijn zuster Maria, de prinses van Oranje, te bezoeken. Na zijn komst kwam er een "oude, dominee-achtige man, met een grijze baard en eenvoudige kleding" in de herberg, en verzocht om een onderhoud. Hij viel daarbij op zijn knieën, trok zijn baard weg en het bleek Mr. Downing te zijn, de ambassadeur van Cromwell bij de Staten-Generaal. Hij waarschuwde Charles dat de Staten een garantie gegeven hadden aan de Engelse Commonwealth dat ze hem zouden uitleveren als hij zich ooit op Hollands gebied zou vertonen. Downing zou zijn verdere carrière, en ook het stuk land rond "Downing Street", te danken hebben aan deze tijdige overstap.
"A George Downing" was in de Amerikaanse koloniën nog jarenlang een uitdrukking voor een verrader, vergelijkbaar met Benedict Arnold. Downing had ook in eigen land een bijzonder slechte reputatie. Samuel Pepys, die zijn carrière begon in dienst van Downing, noemde hem een perfidious villain, een "trouweloze schelm".